# 三菱重工業
三菱重工業株式会社（みつびしじゅうこうぎょう、英: Mitsubishi Heavy Industries, Ltd.、略称: 三菱重工、MHI）は、東京都千代田区丸の内及び東京都港区芝に本社を置く、三菱グループの重工業メーカー。
三菱金曜会及び三菱広報委員会に属する。三菱UFJ銀行、三菱商事とともに三菱グループ（旧三菱財閥）の「御三家」と呼ばれる。また、川崎重工業（KHI）、IHI（旧・石川島播磨重工業）とともに日本の三大重工業の一角を成しており、事業内容・規模ともに首位である。日経平均株価および読売株価指数、TOPIX Core30、JPX日経インデックス400の構成銘柄の一つ。

## 概説
通称は「三菱重工」または「MHI」。三菱グループの源流企業である日本郵船（NYK LINE）の船の修繕・改修のために国が払い下げた長崎造船所（長崎県長崎市）を発祥とする。現在では日本最大の技術開発メーカーであり、事業領域は陸・海・空・宇宙（宇宙航空研究開発機構）と多岐にわたる。総合的な社会インフラ事業を担っている。三菱電機や三菱自動車などは、もともとは同社の一部門が独立して誕生した企業である。
主力製品は、船舶（造船）、エネルギー関連機器、産業機械、航空機、ロケット、兵器（防衛装備品）などである。ほかにも、鉄道車両（リニア・電気機関車・懸垂型モノレール・新交通システム・LRVなど）の製造、さらにエアコンや事業所向け大型冷凍機、ターボチャージャー、ETCシステムの製造でも知られ、過去には「シルバーピジョン」というスクーターも製造していた。なお、エアコンや加湿器は三菱グループ内で三菱電機と競合している。ETC車載器も過去には競合していたが、部門を古野電気に譲渡したため競合しなくなった。
明治時代以降、三菱グループ自体が政商として発展を遂げてきた歴史的経緯で、三菱重工業は伝統的に「三菱は国家なり」という意識を持っており、世界へ目を向けた一途な心情からの経営方針としている。三菱重工業の社長、会長を歴任した飯田庸太郎は「防衛産業で日本のお役に立てなければ、三菱が存在する意味はない。もって生まれた宿命と思っています。」と語っている。兵器製造の分野では防衛省への納入実績が第一位の企業であり、世界では21位、日本ではトップの製造開発企業とされ、戦闘機・ヘリコプター・イージス艦を含む護衛艦・潜水艦・戦車・ミサイルなどの製造をしている。事実上、現在においても陸海空軍たる自衛隊の装備品受注最大手として日本国の国防を担う存在である他、鉄道車両の輸出では近畿車輛、日立、アルナ車両を束ねる国策企業である。

## 歴史
三菱財閥二代目の岩崎弥之助が創業する。1884年（明治17年）に工部省長崎造船局の工場施設を三菱財閥の源流企業である「郵便汽船三菱会社（現在の日本郵船）」が借り受け、長崎造船所として事業継承。1887年（明治20年）に施設一切を買い受ける。1917年（大正6年）に三菱合資会社から独立して三菱造船株式会社（初代、以下省略）となった。造船事業は同社の祖業である。
後に業務多角化に伴い三菱電機、三菱航空機（初代、以下省略）などを分社化するが、いずれも収支不振の連続から、経営合理化のために三菱財閥4代目岩崎小弥太が「造船」と「航空機」の合併を決断し、1934年4月に三菱造船を三菱重工業（初代）と改名すると、6月には三菱航空機を吸収合併した。
「重工業」の語句は英文の「Heavy Industries」から小弥太が発案した造語であると語られている。戦前は日本の軍事力強化に伴い兵器（艦船、航空機）製造の中心として発展し、日本海軍超弩級戦艦武蔵の建造や零式艦上戦闘機（ゼロ戦）を設計、製造するなどして軍艦建造トン数は10倍以上、戦車の製造台数は200倍以上、資本金は20倍以上に成長する。
1945年の第二次世界大戦終結後、GHQの財閥解体および過度経済力集中排除法の適用により、1949年（昭和24年）6月4日、持株会社整理委員会は三菱重工を三分割する決定を指令。1950年（昭和25年）、東日本重工業（後の三菱日本重工業）、中日本重工業（後の新三菱重工業）、西日本重工業（後の三菱造船〈2代目〉）の3社に分割される。当初は3社が製品で棲み分けるも、線引きが曖昧になり製品群の重複が多数発生した。高度成長にあたり、3社の再統合を計画に際し「財閥の再来」など非難も上がるも、他の三菱グループと協力しながら1964年に3社は再統合し（法手続上の存続会社は新三菱重工業）、社名を再び三菱重工業（2代目）にする。三菱グループは重化学工業関連企業が多く、高度経済成長期に重厚長大産業が大きく発展する中で戦後に中核を担い、日本最大規模の重工業メーカーとして復興する。1970年には同社の自動車部門である三菱自動車工業、2018年には再び造船部門である三菱造船が分離・独立した。

### 年表
- 1884年（明治17年）

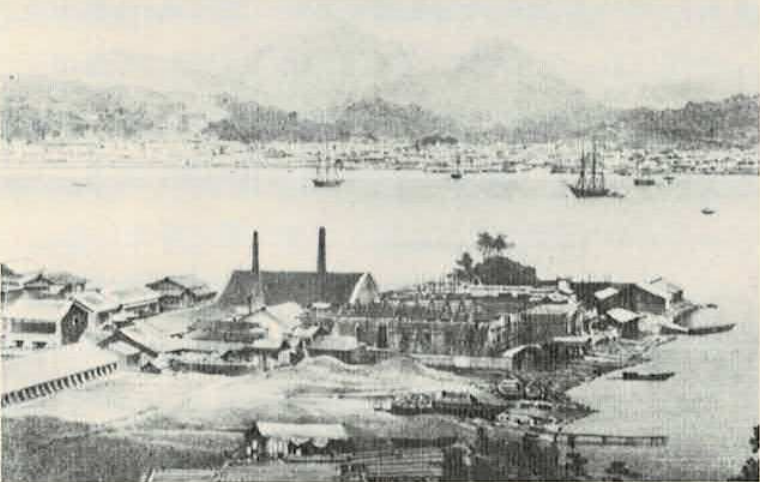
「長崎鎔鉄所（1860年）」
三菱重工業株式会社社史編さん委員会『海に陸にそして宇宙へ : 続 三菱重工業社史 1964-1989』三菱重工業株式会社、1990年

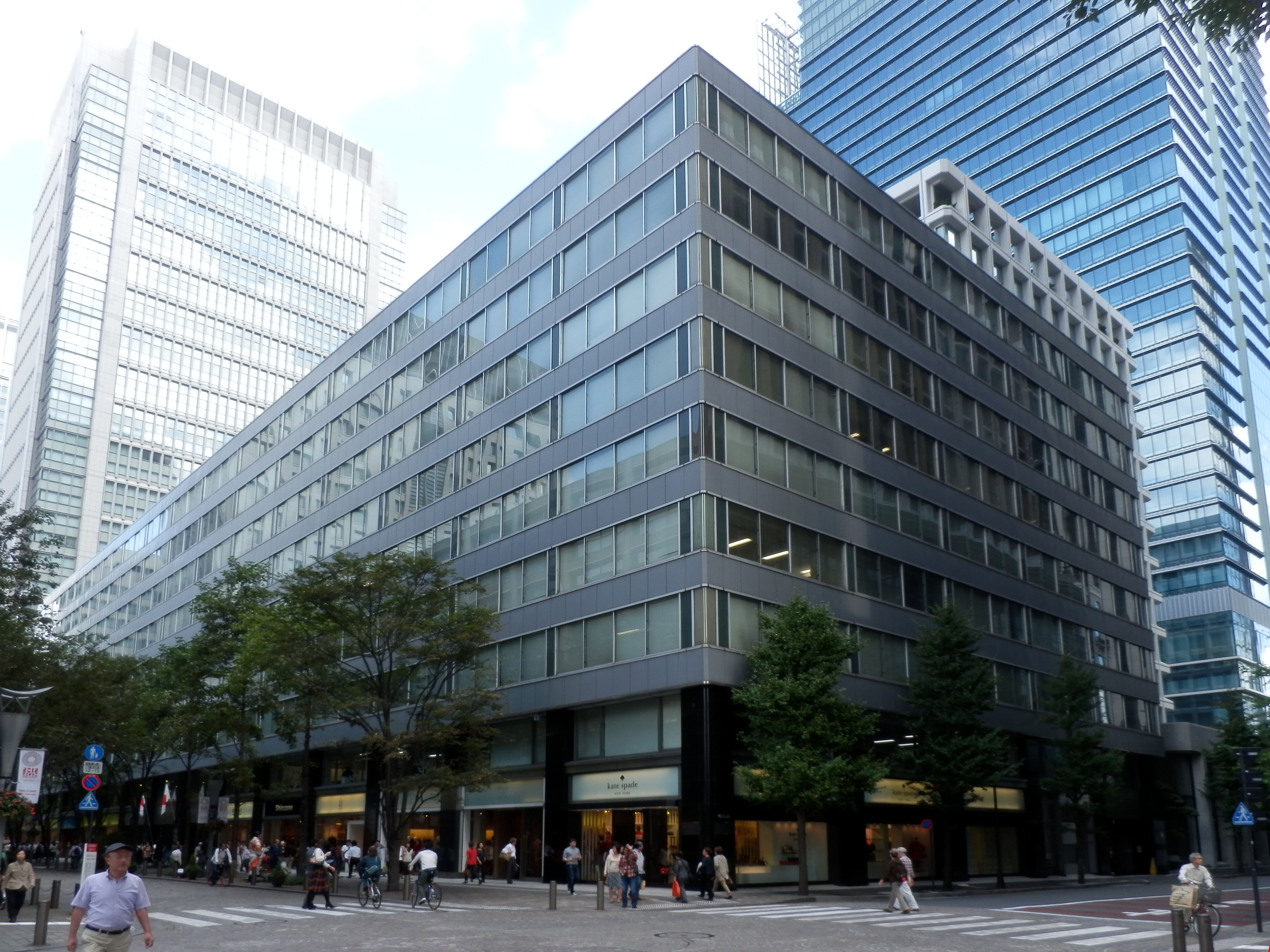
旧三菱重工業東京本社ビル（現：丸の内二丁目ビル）（2012年10月8日）
三菱重工爆破事件の舞台となった。

  - 三菱財閥の創業者岩崎弥太郎が長崎造船局を国から借り受け、長崎造船所と改称して造船事業に乗り出す。
- 1887年（明治20年）
  - 三菱社が借用の施設一切を買い受ける。
- 1917年（大正6年）
  - 三菱合資会社から造船業の一切を引き継いだ三菱造船（初代）が設立される。
- 1921年（大正10年）
  - 神戸造船所の電機製作所が三菱電機として独立。
- 1923年（大正12年）
  - 長崎造船所の電機製作所が分離独立し、三菱電機長崎製作所となる。
- 1934年（昭和9年）
  - 4月 - 三菱造船が社名を変更し、（旧）三菱重工業となる。
  - 6月 - 三菱重工業に三菱航空機（初代）が吸収合併される。
- 1935年（昭和10年）
  - 横浜船渠株式会社を吸収合併（後の横浜造船所、現：横浜製作所）。
- 1950年（昭和25年）
  - 東日本重工業・西日本重工業（いずれも本社は東京都中央区）・中日本重工業（本社は兵庫県神戸市）へ分割。
- 1952年（昭和27年）
  - 「三菱」の商号が復活。3社が、それぞれ三菱日本重工業・三菱造船（2代目）・新三菱重工業へ改称。
- 1964年（昭和39年）
  - 新三菱重工業を存続会社として3社が合併し、（現）三菱重工業株式会社（本社は東京都千代田区）が誕生。
- 1970年（昭和45年）
  - 4月22日 - 自動車部門が三菱自動車工業株式会社として独立。
- 1974年（昭和49年）
  - 8月30日 - 三菱重工爆破事件が発生。
- 1980年（昭和55年）
  - 東京菱重施設・愛知菱重施設・近畿菱重施設・東中国菱重施設・広島菱重施設・西日本菱重施設を合併。
- 1986年（昭和61年）
  - 基盤技術研究所設立。
- 1995年（平成7年）
  - 三菱原子力工業株式会社を合併。
- 2003年（平成15年）
  - 1月6日 - 三菱自動車工業から分離独立し、三菱ふそうトラック・バスが発足。
  - 5月6日 - 本社を東京・丸の内から東京・品川（三菱重工ビル、現・NBF品川タワー）に移転。
- 2005年（平成17年）
  - 三菱自動車工業を持分法適用会社とした。
- 2007年（平成19年）
  - H-IIAロケットの打ち上げ業務、商業打ち上げ受注業務をJAXAから移管される。
  - 国土交通省と旧・日本道路公団の橋梁談合事件をうけ、国土交通省より建設業法に基づき45日間の業務停止命令を受ける。
- 2008年（平成20年）
  - 3月 - 製紙機械事業をメッツォへ譲渡[19]。
  - 4月 - アンカードリル事業をMCDプロダクトへ譲渡[20]。
  - YS-11以来の国産旅客機となるMitsubishi Reasional Jet（MRJ。現・Mitsubishi SpaceJet）の事業化を決定。事業会社として三菱航空機（2代目）を設立。
- 2009年（平成21年）
  - 6月19日 - 井関農機とのディーゼルエンジン事業における協業で合意。
- 2010年（平成22年）
  - 6月22日 - 日立製作所との海外向け鉄道システム事業における協業で基本合意。
  - 7月1日 - 印刷・紙工機械事業と、販売・アフターサービスを担当する三菱重工印刷紙工機械販売を統合して、三菱重工印刷紙工機械を設立。紙・印刷機械事業部は廃止し、新会社は機械・鉄構事業本部に編入する。
- 2011年（平成23年）
  - 8月4日 - 一部のメディアにより、日立製作所と事業統合し、2013年春を目標に合弁会社を設立すると報じられた[21]。その報道に関して、三菱重工業は同日、複数回の否定するプレスリリースを発表した[22][23]。
- 2012年（平成24年）
  - 3月1日 - 建設機械事業（道路建機除く）をキャタピラージャパンへ譲渡[24]。
- 2013年（平成25年）
  - フォークリフト事業をニチユ三菱フォークリフト株式会社に承継。
  - 11月18日 - モーターグレーダー事業をヒドロメックへ譲渡[25]。
- 2014年（平成26年）
  - 2月1日 - 日立製作所との火力発電事業の統合会社、三菱日立パワーシステムズ株式会社（現・三菱パワー）が発足。
  - 4月1日 - 三菱重工メカトロシステムズ・三菱重工パーキング・三菱重工鉄構エンジニアリングの鉄構装置事業部門を統合し、新たに三菱重工メカトロシステムズが発足[26][27][28]。
- 2015年（平成27年）
  - 4月1日 - 三菱重工鉄構エンジニアリングの株式51 %を宮地エンジニアリンググループに譲渡し、エム・エムブリッジに改称[29]。
  - 10月 - 工作機械部門を三菱重工工作機械として分社化。代表は岩﨑啓一郎。
- 2016年（平成28年）
  - 3月 - ニチユ三菱フォークリフトの全株式を、完全子会社である三菱重工フォークリフト&エンジン・ターボホールディングスに譲渡。
  - 10月31日 - 三菱自動車工業が保有するJリーグ・浦和レッドダイヤモンズの株式の一部を取得した[30]。
- 2017年（平成29年）
  - 9月15日 - ニチユ三菱フォークリフトがユニキャリア株式会社（現・ロジスネクストユニキャリア）と経営統合。
  - 10月1日 - 三菱重工メカトロシステムズが、三菱重工印刷紙工機械を吸収合併した上で、三菱重工マシナリーテクノロジーのゴム・タイヤ機械事業、及び三菱重工業の関連する製造・調達・品質保証機能を承継し、三菱重工機械システムに社名変更[31][32]。
- 2018年（平成30年）
  - 1月1日 - 船舶事業を再編し、船舶・海洋事業本部を三菱造船（3代目）へ分社[33]。
- 2019年（平成31年）
  - 1月8日 - 本社を16年ぶりに東京・丸の内（丸の内二重橋ビル）に移転[注釈 3][34]。
- 2020年（令和2年）
  - 6月1日 - ボンバルディアからCRJ事業を承継し、同事業を行う「MHI RJ アビエーショングループ」が発足[35]。
  - 6月12日 - 三井E&Sホールディングスから艦艇事業の譲渡を受けることで基本合意[36]。
- 2021年（令和3年）
  - 8月2日 - 工作機械事業を、日本電産（現・ニデック）へ譲渡[37]。
  - 10月 - 三菱パワーの火力発電システム事業を分割継承[38]。
  - 10月 - 三井E&S造船の艦艇・官公庁船事業を継承し、「三菱重工マリタイムシステムズ」を発足[39][40]。
- 2023年 (令和5年) 
  - 3月15日 - 三菱原子燃料の設計や開発、販売などの機能を三菱重工に吸収合併予定[41]。
- 2024年（令和6年）
  - 8月 - 分散していた本社機能の一部[注釈 4]が横浜（三菱重工横浜ビル、現・KDX横浜みなとみらいタワー）から完全撤退し東京・田町（田町タワー）に移転、丸の内との二拠点体制となる[42]。

### 歴代社長
|      | 氏名       | 在任期間               |
| ---- | ---------- | ---------------------- |
| 1代  | 藤井深造   | 1964年6月 - 1965年5月  |
| 2代  | 河野文彦   | 1965年5月 - 1969年 月  |
| 3代  | 牧田與一郎 | 1969年5月 - 1971年2月  |
| 4代  | 古賀繁一   | 1971年12月 - 1973年5月 |
| 5代  | 守屋学治   | 1973年5月 - 1977年6月  |
| 6代  | 金森政雄   | 1977年6月 - 1981年6月  |
| 7代  | 末永聡一郎 | 1981年6月 - 1985年6月  |
| 8代  | 飯田庸太郎 | 1985年 - 1989年        |
| 9代  | 相川賢太郎 | 1989年 - 1995年        |
| 10代 | 増田信行   | 1995年 - 1999年        |
| 11代 | 西岡喬     | 1999年 - 2003年        |
| 12代 | 佃和夫     | 2003年 - 2008年        |
| 13代 | 大宮英明   | 2008年 - 2013年        |
| 14代 | 宮永俊一   | 2013年 - 2019年        |
| 15代 | 泉澤清次   | 2019年 - 2025年        |
| 16代 | 伊藤栄作   | 2025年 - 現職          |

## 主な事業拠点

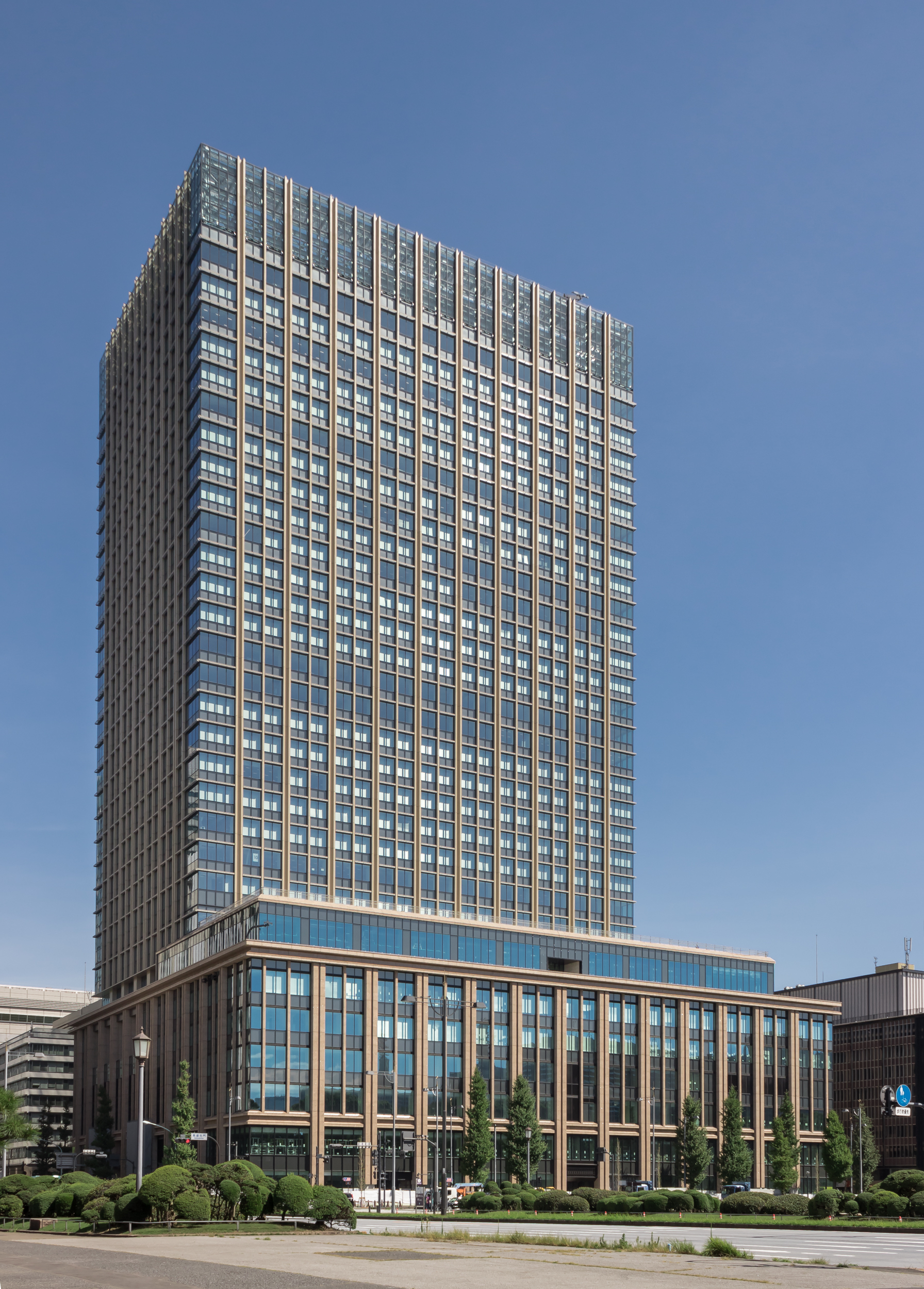
丸の内二重橋ビル（2018年11月）

### 本社および本社機能
本社機能は以下のとおり分散されている。
- 東京都千代田区丸の内3-2-3（丸の内二重橋ビル）[注釈 1]
- 東京都港区芝5-33-11（田町タワー）

### 総合研究所
総合研究所は製造品目が多岐にわたるため、複数拠点に立地している。
- 長崎地区
- 広島地区
- 高砂地区
- 神戸地区
- 名古屋地区
- 相模原地区
- 横浜地区

### 事業所・工場
事業所および工場の一覧は以下のとおり。
（括弧内は略称、太字は三大主力工場を示し、略称の続きに所在地に属する自治体を併記する）
- 長崎造船所 ［長船（ながせん）］（長崎県長崎市、諫早市、長与町)
- 下関造船所 ［下船（しもせん）］ （山口県下関市）
- 広島製作所 ［広製（ひろせい）］（広島県広島市）
- 三原製作所 ［三製（さんせい）］ （広島県三原市）
- 高砂製作所 ［高製（たかせい）］ （兵庫県高砂市、北海道岩内町）
- 神戸造船所 ［神船（しんせん）］ （兵庫県神戸市、明石市）
- 名古屋航空宇宙システム製作所 ［名航（めいこう）］ （愛知県名古屋市、飛島村、豊山町）
- 名古屋誘導推進システム製作所 ［名誘（めいゆう）］ （愛知県小牧市、秋田県大館市）
- 名冷地区（旧・名古屋冷熱製作所） ［名冷（めいれい）］（愛知県清須市）
- 相模原製作所 ［相製（そうせい）］ （神奈川県相模原市、北海道千歳市）
- 横浜製作所 ［横製（よこせい）］ （神奈川県横浜市）
- 日立工場 （茨城県日立市）

（東京ドーム13個分の広さがある）
- 呉工場 （広島県呉市、東広島市）

### 事業ドメイン・セグメント
2023年1月1日現在の事業ドメイン・セグメントの一覧。

#### エナジー
- エナジードメイン
  - GTCC事業部
  - SPMI事業部
  - AQCS事業部
- 三菱重工マリンマシナリ
- 三菱重工航空エンジン
- 三菱重工コンプレッサ

#### プラント・インフラ
- プラント・インフラドメイン
  - 三菱造船
  - プライメタルズ テクノロジーズ (Primetals Technologies, Limited)
  - 三菱重工環境・化学エンジニアリング

### GX(Green Transformation)セグメント
三菱重工エンジニアリングは2023年04月01日付けで本体に統合されている。
その後2024年04月01日付けでGXセグメントを新設し、複数の部門にまたがるエナジートランジション関連部門を再編し、プロジェクトマネジメント機能およびエンジニアリング機能を強化した体制とした。
交通システム、化学プラント、環境設備はそれぞれ移管している。

#### 物流・冷熱・ドライブシステム
- 物流・冷熱・ドライブシステムドメイン
  - 三菱ロジスネクスト
  - 三菱重工エンジン&ターボチャージャ
  - 三菱重工サーマルシステムズ

#### 原子力
- 原子力セグメント
  - 三菱原子燃料株式会社
  - 三菱FBRシステムズ株式会社
  - MHI NSエンジニアリング株式会社
  - MHI NUSEC株式会社
  - MHI 原子力研究開発株式会社
  - 株式会社原子力発電訓練センター
  - 六ケ所再処理メンテナンスサービス株式会社

#### 機械システム
- 機械システムセグメント
  - 三菱重工機械システム

#### 防衛・宇宙
- 防衛・宇宙セグメント
  - 航空機・飛昇体事業部
  - 宇宙事業部
  - 特殊車両事業部
  - 艦艇・特殊機械事業部
    - 三菱重工マリタイムシステムズ

#### 民間機
- 民間機セグメント
  - MSJ資産管理
  - MHI RJ アビエーショングループ

丸の内の旧本社ビルは文部科学省の仮庁舎となっていた。2016年（平成28年）現在は、丸の内地区の再開発事業に伴うテナントの仮移転先になっている。

## 主要製品
社内には7つの事業ドメインとセグメント、12の主な生産拠点が存在する。

### エナジードメイン
主に横浜製作所、高砂製作所、長崎造船所、日立工場、呉工場、三菱重工コンプレッサ(広島)、三菱重工マリンマシナリ(長崎)、三菱重工航空エンジン(名古屋、長崎)で生産を行う。なお火力発電事業は、2014年2月1日付で日立製作所との合弁会社「三菱日立パワーシステムズ」（後の「三菱パワー」）に移管、その後日立との合弁解消を経て2021年10月1日より三菱重工業本体に復した。なおブランド保持とグローバル契約窓口のため「三菱パワー」の商号・法人格ともに残している。

#### 自然エネルギープラント
- 水力発電プラント
- 地熱発電プラント
- 風力発電プラント
- 太陽光発電システム

#### 火力発電プラント
- 石炭焚プラント
- 油焚プラント
- ガス焚プラント
- GTCC（ガスタービンコンバインドサイクル）プラント
- IGCC（石炭ガス化コンバインドサイクル）プラント

#### 蒸気・ガスタービン
事業用大型ガスタービン
- 1600 ℃級 : M501J（60 Hz用）定格単機出力 330 MW / M701J（50 Hz用）定格単機出力 478 MW[47]
- 1500 ℃級 : M501GAC（60 Hz用）定格単機出力 283 MW[47]
- 1500 ℃級 : M501G（60 Hz用）定格単機出力 267 MW / M701G（50 Hz用）定格単機出力 334 MW[47]
- 1350 ℃級 : M501F（60 Hz用）定格単機出力 185 MW / M701F（50 Hz用）定格単機出力 385 MW[47]
- 1150 ℃級 : M501D（60 Hz用）/ M701D（50 Hz用）

事業用中小型ガスタービン
- MF-111
- MFT-8
- M251
- MF-61

事業用蒸気タービン
- GTCC発電所向け
- 石炭 / 石油焚き火力発電所向け
- 原子力発電所向け

#### エンジン
- 航空エンジン

産業機械
- コンプレッサおよびタービン

### プラント・インフラドメイン
造船や交通システム、化学プラント、環境設備、製鉄機械事業を行う。主に長崎造船所、神戸造船所、下関造船所、横浜製作所、三原製作所で生産される。造船事業は2018年1月1日付で「三菱造船株式会社」（3代目）へ移管。 製鉄機械事業はプライメタルズテクノロジーズジャパンに。

#### 貨物船
- コンテナ船
- RO-RO船
- 重量物運搬船
- 高速貨物フェリー
- 多目的貨物船
- ダブルハルタンカー
- LNG船
- LPG船
- 自動車・トラック運搬船

#### 旅客船
- クルーズ客船
- レストラン船
- フェリー
- 鉄道連絡船

#### 特殊船
- 巡視船

- 巡視艇

- 漁業取締船
- 調査観測兼清掃船
- 海洋地球研究船「みらい」
- 海洋研究船「白鳳丸 （初代）」「白鳳丸 （2代）」
- ケーブル敷設船
- 地球深部探査船「ちきゅう」
- 有人潜水調査船「しんかい2000」「しんかい6500」
- 深海巡航探査船「うらしま」など

#### その他
- 船舶修繕
- 船用エンジン
- 甲板機器
  - デッキクレーン
- 遠隔操作無人探査機

交通システム
- 新交通システム（クリスタルムーバー）
  - アストラムライン
  - LRTセンカン線（シンガポール・クリスタルムーバー）
  - LRTプンゴル線（シンガポール・クリスタルムーバー）
  - マカオLRT（マカオ・クリスタルムーバー）
  - チャンギ国際空港 スカイトレイン（シンガポール・クリスタルムーバー）
  - 仁川国際空港・スターライン（韓国・クリスタルムーバー）
  - 埼玉新都市交通（ニューシャトル2020系）
  - ゆりかもめ（7300系）
  - 西武鉄道（山口線新型車両）[48]
- 鉄道システム
  - リニアモーターカー
    - JR東海 L0系（初期の先頭車のみ）

  - 機関車（電気機関車は三菱電機と共同で製作）
    - 国鉄EF81形電気機関車
    - 国鉄ED75形電気機関車
    - スペイン国鉄251形電気機関車
    - 国鉄DD51形ディーゼル機関車
    - ニュージーランド国鉄DJ形ディーゼル機関車（英語版） など

  - 気動車
    - 島原鉄道キハ26形・55形
    - ペルー南東鉄道P3000形気動車

  - 貨車
    - 国鉄ワム80000形貨車
    - 国鉄コキ50000形貨車 など

  - JTRAM（近畿車輛・東洋電機製造と共同、広島電鉄5100形電車）
  - 台車
    - MD形台車
- 懸垂式モノレール
  - 千葉都市モノレールの車両
  - スカイレール（神戸製鋼所などと共同開発）
- エアブレーキ(空制)装置

#### 化学プラント
- 石油化学プラント
- 肥料プラント
- メタノールプラント

CO2回収プラント

#### 製鉄機械
- 冷間・熱間圧延設備
- 酸洗設備
- 亜鉛めっき設備

### 原子力セグメント
主に神戸造船所内と品川本社で設計開発、神戸造船所で生産、高砂製作所で生産や試験研究を行う。設計部門の技術者は、原子力・化学・機械・電気・建築・土木などの専攻を卒業したエンジニアで構成され、燃料・系統・電気・配置・機器・配管・建物などの設計を行う。

#### 原子力プラント
- 泊発電所
- 敦賀発電所
- 美浜発電所
- 大飯発電所
- 高浜発電所
- 伊方発電所
- 玄海原子力発電所
- 川内原子力発電所
- コマンチピーク発電所3・4号機（米国向け最新プラントUS-APWRとして、2016年（平成28年）現在、米国の原子力審査局（NRC）に設計審査中）
- North Anna Plant Unit 3

### 機械システムセグメント
主に三菱重工機械システムが生産を行っている。
- ITS
  - ETCシステム（車載器も生産・販売していたが、2017年に古野電気に事業を譲渡し車載器からは撤退した）
  - ERPシステム
- パーキングシステム
  - 立体駐車場[49]
  - 駐車券発行機[50]

#### 物流・運搬
- 物流設備
  - 立体自動倉庫

#### 試験装置
- 風洞
- 水槽
- シミュレータ

### 防衛・宇宙セグメント
主に相模原製作所、名古屋航空宇宙システム製作所、名古屋誘導推進システム製作所、神戸造船所、長崎造船所で生産を行っている。

#### 宇宙機器
- ロケット/衛星用機器

#### 航空機
- 自衛隊機
- 軍用機

#### エンジン
- ロケットエンジン

- 航空機エンジン

#### 誘導機器
- 地対空ミサイル
- 空対空ミサイル
- 対艦ミサイル

#### 特殊車両
自衛隊向け特殊車両
艦艇
- 護衛艦

- 潜水艦

- 哨戒艦艇

- 補助艦艇

- 魚雷

### 民間機セグメント
主に名古屋航空宇宙システム製作所、神戸造船所、広島製作所、下関造船所で生産を行なっている。ボーイングやエアバス向けの航空機部品を生産している。また自社で開発の小型旅客機Mitsubishi SpaceJet（開発中止）の生産も行っていた。
- ボーイング787
- ボーイング777
- ボーイング767
- ボーイング747
- ボーイング737
- エアバスA380
- ボンバルディアグローバル5000/6000

### 物流・冷熱・ドライブシステムドメイン
エンジンとターボチャージャーを三菱重工エンジン&ターボチャージャー（相模原）、エアコン冷熱機器を三菱重工サーマルシステム（枇杷島、神戸）、フォークリフトや運搬機器を三菱ロジスネクストが生産している

#### エネルギー
- コージェネレーションシステム（CGS）
- ディーゼルエンジン発電設備
- ガスエンジン発電設備
- ガソリン発電機

#### 船舶・海洋
- 舶用エンジン（漁船・商工船、掃海艇）

#### 物流・運搬
- 重量物運搬車
  - 無人搬送車 （AGV）
  - キャリア

#### 自動車関連
- ターボチャージャー[51]
（元々は航空機エンジン用の開発から始まったもの）
- カーエアコン

#### 産業機械
- 産業用ディーゼルエンジン・ガソリンエンジン
- 産業用2サイクルエンジン
- 油圧機器

### エアコン・冷熱機器

#### 家庭用ルームエアコン
「ビーバーエアコン」のブランド名で展開

#### 業務用エアコン
「セゾンエアコン」のブランド名で展開
- 店舗オフィス用エアコン
- ビル用マルチエアコン
- ガスヒートポンプエアコン
- 産業用冷熱機器

#### 車両用エアコン
- 乗用車用エアコン
- バス用エアコン
- 冷凍車用冷凍ユニット

#### ヒートポンプ製品
- ヒートポンプ給湯機
- 空冷ヒートポンプチラー
- ヒートポンプ式熱風発生装置
- 産業用温水ヒートポンプ

#### 冷凍機
- ターボ冷凍機

## 過去の製品

### 製紙機械事業
メッツォペーパーおよびその日本法人のメッツォペーパージャパン株式会社へ譲渡。
- 紙料調成機械
- 抄紙機械
- 仕上機械
- パルプ機械

### 製鉄機械事業
- 製鉄機械

### 建設機械事業
- 建設機械
  - アーティキュレートダンプトラック
  - モーターグレーダー
  - アンカードリル

### 工作機械事業
工作機械、常温ウェーハ接合装置、精密切削工具、自動車部品は滋賀県栗東市の本工場で、パワートランスミッション製品は愛知県名古屋市の岩塚工場で生産されていた。また、航空機主翼を始めとして社内製品そのものの工作機械も手がけていた。うち、完全子会社であった三菱重工工作機械株式会社は、2021年2月5日付の契約において日本電産（現・ニデック）およびそのグループ会社に譲渡され、2021年8月の株式譲渡完了を待って「日本電産マシンツール株式会社」（現・ニデックマシンツール）となった。
- 工作機械
  - 大形工作機械
  - マシニングセンタ
  - 歯車加工機械
  - 専用工作機械
  - 超精密加工機
- 常温ウェーハ接合装置
- 精機品
  - 精密切削工具
  - パワートランスミッション製品
  - 航空機用歯車
- 自動車部品
  - エンジンバルブ
  - トランスミッション部品など
- エレクトロニクス製品
  - 精密位置測定器など

## 関連会社

### 日本国内
※全て株式会社である。
- 三菱重工冷熱 - 本社：東京都港区。空調機器・ヒートポンプ・冷凍機器等の製造販売。
- 三菱マヒンドラ農機 - 本社：島根県松江市。農業機械・汎用機の製造販売。（旧・三菱農機 ← 佐藤造機）。
- 新菱冷熱工業 - 本社：東京都新宿区。創業時より三菱グループと緊密な関係にあるが、創業者一族の加賀美家が経営権を持っている。創業事業である空調機器販売（三菱重工一次代理店）や空調設備工事を中心に各種設備工事を手がけており、高砂熱学工業、三機工業、ダイダンと並ぶ設備業界大手。
- MSJ資産管理 - 本社：愛知県西春日井郡豊山町。2008年（平成20年）4月1日設立。小型旅客機「Mitsubishi SpaceJet」の事業主体だった。
- 三菱重工航空エンジン - 本社：愛知県小牧市。2014年（平成26年）10月1日設立。民間航空機用エンジンに関する設計・製造・販売・修理を行う。
- 中菱エンジニアリング - 本社：愛知県名古屋市。1974年（昭和49年）10月1日に神菱エンジニアリング（現・MHIニュークリアシステムズ・ソリューションエンジニアリング）より分離独立。航空宇宙分野や冷熱機器・産業機械分野の製品の設計や開発、実験計測やソフトウェアの開発を行う。
- MHIソリューションテクノロジーズ - 本社：兵庫県高砂市。研究開発から機械装置、各種プラントの設計製作を支援する技術統括本部直系のエンジニアリング会社。
- MHIエアロスペースシステムズ - 本社：愛知県名古屋市。1986年（昭和61年）12月1日設立。ロケットや人工衛星など航空宇宙分野関連するシステム設計、ソフトウェア開発やカーナビ、医療機器用ソフトウェアの開発を行う。
- MHI NSエンジニアリング - 本社：兵庫県神戸市。炉心設計・安全解析からプラント設計までを行う原子力の総合エンジニアリング会社。（旧・MHIニュークリアシステムズ・ソリューションエンジニアリング株式会社）
- 三菱原子燃料 - 本社：東京都千代田区。加圧水型原子炉用燃料の製造・研究。自社で再転換設備を保有する唯一の企業で、燃料の一貫生産を行う。
- 三菱重工環境・化学エンジニアリング - 本社：神奈川県横浜市、1976年（昭和51年）2月2日設立。2009年（平成21年）10月に菱和エンジニアリングとの合併により現社名となる。（旧・三菱重工環境エンジニアリング）。環境装置設計・製作・アフターサービス・運転管理、化学プラント設計。
- 三菱重工機械システム - 本社：兵庫県神戸市兵庫区。料金収受機械およびシステム、ETCシステム、油圧機器、甲板機械・デッキクレーン、エアヒータ、機械装置（試験装置、文化・スポーツ施設、加速器など）、ゴム・タイヤ機械、立体駐車場、鉄構プラント、食品包装機械、印刷機械および紙工機械、その他機械設備の設計・製造・販売及びアフターサービスを行う。
- 三菱パワー - 本社：神奈川県横浜市西区。2014年（平成26年）2月1日設立。火力発電事業会社。
- MHIパワーエンジニアリング - 本社：神奈川県横浜市中区。設計から建設までの総合エンジニアリング。
- 三菱重工パワーインダストリー - 本社：神奈川県横浜市中区。産業用ボイラ・中小型火力発電プラントなどのエンジニアリング。
- 三菱ロジスネクスト - 本社：京都府長岡京市。バッテリー式フォークリフトなどの産業機器製造。
- 三菱重工エンジン&ターボチャージャ - 本社：神奈川県相模原市中央区。エンジン・エナジーおよびターボチャージャ事業。
- ダイヤモンドF.C.パートナーズ - Jリーグ・ 浦和レッドダイヤモンズ（浦和レッズ）の持株会社。2016年（平成28年）に三菱自動車工業と共同出資により設立。
- 三菱ふそうトラック・バス - 本社：神奈川県川崎市、2003年（平成15年）1月に三菱自動車工業から分離・独立。三菱ふそうバス製造、菱和車体工業を子会社に持つ。2022年（令和4年）現在はダイムラー・トラック傘下であるが、三菱各社との関係は維持しており、三菱重工業も出資（株式の2.38 %）している。
- 三菱自動車工業 - 本社：東京都港区、1970年（昭和45年）に分社独立。2005年（平成17年）に持分法適用会社とした。2016年（平成28年）に日産自動車が34 %の株式を取得しルノー・日産・三菱アライアンスの一員となったが、三菱ふそうと同様に三菱各社との関係は維持しており、三菱重工業も出資（株式の8.34 %）している。
- 三菱造船 - 本社：横浜市西区、2018年1月1日設立。艤装主体船（フェリー、貨客船、RORO船、巡視船等）の建造等[33]。
- 三菱重工海洋鉄構 - 本社：長崎県長崎市、2018年1月1日。大型船の建造、海洋鉄構構造物の製造および修理[33]。
- 三菱重工マリタイムシステムズ - 本社：岡山県玉野市、2021年10月1日。艦艇・官公庁船の建造および修理（三井E&S造船株式会社の艦艇・官公庁船事業を承継する事業会社）。
- JR西日本プロパティーズ - 本社：東京都港区、2018年7月1日。不動産事業を手掛ける旧菱重プロパティーズ（菱重ファシリティ&プロパティーズ）の7割を西日本旅客鉄道に売却（三菱重工業も残る3割を保持する持分法適用会社）。
- MI LNGカンパニー - 本社:東京都港区、2013年4月1日設立。今治造船との合弁会社でLNG船の設計･販売を手がける。
- 三菱重工サーマルシステムズ - 本社:東京都千代田区、2016年10月1日設立。冷熱製品（セゾンエアコン・ビーバーエアコン等）の製造。
- エム・エムブリッジ - 1972年（昭和47年）に三菱重工工事株式会社として設立。2006年（平成18年）に三菱重工の橋梁事業を事業譲渡され、三菱重工橋梁エンジニアリングとなる。2008年（平成20年）に三菱重工鉄構エンジニアリング株式会社に改称。2015年（平成27年）4月1日に株式51 %を宮地エンジニアリンググループに譲渡し、エム・エムブリッジ株式会社に改称[56][29]。

### 日本国外
- 米国三菱重工業株式会社（本社：アメリカ・ヒューストン）
- 欧州三菱重工業株式会社（本社：イギリス・ロンドン）
- 三菱重工業（香港）有限公司（本社：香港）
- 泰国三菱重工業株式会社（本社：タイ・バンコク）
- 三菱重工業（上海）有限公司（本社：中国・上海）
- 韓国三菱重工業株式会社（本社：韓国・ソウル）
- 三菱ニュークリアーエナジーシステムズ（本社：アメリカ・ワシントンD.C.）米国向け最新型原子力プラントUS-APWR（改良型加圧水型軽水炉）の事業会社
- MHI RJ アビエーショングループ（本社：カナダ・ミラベル）ボンバルディアから継承したCRJの事業会社

### 元関連会社
- U-MHIプラテック - 本社：名古屋市、2005年4月1日設立、2017年1月に宇部興産（現・UBE）との合弁会社となった後、2020年8月に宇部興産機械（現・UBEマシナリー）に吸収合併された。
- キャタピラージャパン - 本社：東京都世田谷区、建設機械の製造販売・リース。アメリカ、キャタピラー社との共同出資企業（戦後初のアメリカ側一部所有権保有における合弁）。2008年（平成20年）8月に「新キャタピラー三菱」から社名変更した。2012年に株式をすべてキャタピラー社に譲渡し、合弁は解消。販売協力などの協力関係は継続。
- 三菱重工パーキング - 本社：横浜市西区。立体駐車場全般の営業・開発・設計・製作・据付・メンテナンス・運営管理。2014年（平成26年）4月1日に三菱重工メカトロシステムズ・三菱重工鉄構エンジニアリングの鉄構装置事業部門と合併し、新たな三菱重工メカトロシステムズ（現・三菱重工機械システム）が発足した[26][27][28]。
- 湘南モノレール - 本社：神奈川県鎌倉市。2015年（平成27年）6月にみちのりホールディングスへ株式譲渡。
- 東洋製作所 - 本社：神奈川県大和市、冷凍・空調設備機器製造販売。2015年（平成27年）7月に三菱重工冷熱へ吸収合併。
- 三菱重工食品包装機械 - 本社：名古屋市、2005年（平成17年）4月1日設立。主に飲料用ボトリング機械や医療用包装機械の製造・販売・研究開発・サービス。2016年（平成28年）10月に三菱重工メカトロシステムズ（現・三菱重工機械システム）へ吸収合併。
- 三菱重工印刷紙工機械 - 本社：広島県三原市、2010年（平成22年）に設立。2017年（平成29年）10月に三菱重工メカトロシステムズ（現・三菱重工機械システム）へ吸収合併。
- 三菱重工フォークリフト&エンジン・ターボホールディングス - 本社：東京都千代田区。物流機器、エンジンおよびターボチャージャ事業の統括。2020年 （令和2年） 4月、親会社の三菱重工業に吸収合併。
- ニデックマシンツール - 本社：滋賀県栗東市。旧・三菱重工工作機械。2021年（令和3年）8月、日本電産（現・ニデック）が買収。
- ロジスネクストユニキャリア - 本社：大阪府守口市。2020年10月に旧ニチユ三菱フォークリフト系の販売会社10社とともに再編を実施。エリアごとに新たに設立された販売会社9社に承継、残った不動産管理部門は三菱ロジスネクストに吸収合併され、法人格は消滅した。
- 湘南モノレール - 三菱グループの株式は譲渡され資本関係は解消されている

## 関連施設
医療機関
- 三菱神戸病院（兵庫県神戸市）
- 三菱三原病院（広島県三原市）

これらの医療機関は、企業立病院ではあるが、三菱重工業関係者以外（要するに一般人）も利用可能である。
企業ミュージアム
- 三菱みなとみらい技術館（KDX横浜みなとみらいタワー内に開設されている三菱重工グループの科学館）

## 諸問題・不祥事

### ダイヤモンド・プリンセス火災事故
- 2002年（平成14年）10月1日、同社長崎造船所内にて、造船所2180番船として艤装工事中の、大型クルーズ客船「ダイヤモンド・プリンセス」が火災を起こした[57]。施主であるP&Oに対する納入期限が2003年（平成15年）7月に迫っていたため、同時に建造していた2番船（造船所2181番船・「サファイア・プリンセス」）を急遽、新「ダイヤモンド・プリンセス」として改修し、2004年（平成16年）[57]2月に（「ダイヤモンド・プリンセス」としては）7か月遅れながらも納入にこぎつけた[58]。なお炎上した造船所2180番船は、同造船所の香焼工場に移されて焼損部分を完全に撤去し、新「サファイア・プリンセス」として改修され[59]、2004年（平成16年）5月にデビューを果たした[60]。

### 内部告発と報復
- 2004年（平成16年）7月、同社神戸造船所に勤務していた54歳の男性が、同造船所の複数の社員による「監理技術者」の資格者証の不正取得があったとして、社内のコンプライアンス委員会にEメールで通報したところ、設計補助の担当を外されて閑職に回され、さらに2007年（平成19年）6月に関連会社へ出向（休職派遣）を命ぜられ、「報復人事を受けた」として、出向の取り消しと、慰謝料など110万円の支払いを求める労働審判を神戸地裁に起こした[61]。

### 偽装請負問題
- 同社高砂製作所で、約8年間に亘り請負・派遣双方で勤務してきた兵庫県加古川市在住の46歳の男性が、長年に亘り偽装請負状態で勤務させられたとして、2009年（平成21年）1月13日に、同社を相手取って、神戸地裁姫路支部に対し、正社員としての地位確認を求める訴訟を起こした[62]。

### 情報漏洩
2011年9月
2011年9月19日に、読売新聞が朝刊の一面で、三菱重工の社内のシステムが広範囲にわたってコンピュータウイルスに感染していたことを報道し、同日16時過ぎに三菱重工はこれを認めるプレスリリースを発表した。感染は本社、工場、研究所等の国内11拠点のサーバ45台と職員のパソコン38台で、造船、防衛、航空宇宙、発電プラント、鉄道等の情報が狙われていた。プレスリリースの翌日の9月20日にはIHIと川崎重工も同様の被害を受けていたことを発表した。その後の調査で、川崎重工のコンピューターは三菱重工のコンピューターと同じく、踏み台と見られる送信先（米国のウェブサイト）に情報を送信していたこと、日本航空宇宙工業会 （SJAC）のコンピュータを踏み台にして、SJACやその会員企業を名乗る送信者から「事前資料送付」と題された標的型攻撃メールを受信していたことが判明した。
2012年11月
2012年11月30日に三菱重工は、同月27日に名古屋航空宇宙システム製作所の宇宙関連業務に使うコンピューター4台が新型のウイルスの感染していたことが判明したことをプレスリリースで発表した。同30日には宇宙航空研究開発機構もイプシロンロケットの情報が外部に漏洩した可能性があることを発表していた。

### 長崎造船所での塵肺問題
長崎造船所で1955年から2014年にかけ下請会社に雇用され勤務してきた元従業員ら（死亡した元従業員の遺族も含む）が、作業所で粉塵を吸入し塵肺になったとして、長崎地方裁判所に約6億3400万円の損害賠償を求め訴訟を提起。2022年11月7日に同地裁は、原告のうち20人には請求を認めたものの、一部の原告に対しては、因果関係が認められないとして棄却。この判決に対し、原告からは「正社員と下請とを差別している」との批判が出ている。